# 1979 KO1
1979 KO1 är en asteroid i huvudbältet som upptäcktes den 24 maj 1979 av Perth-observatoriet.
Asteroiden har en diameter på ungefär 5 kilometer.